# Becerril de Campos

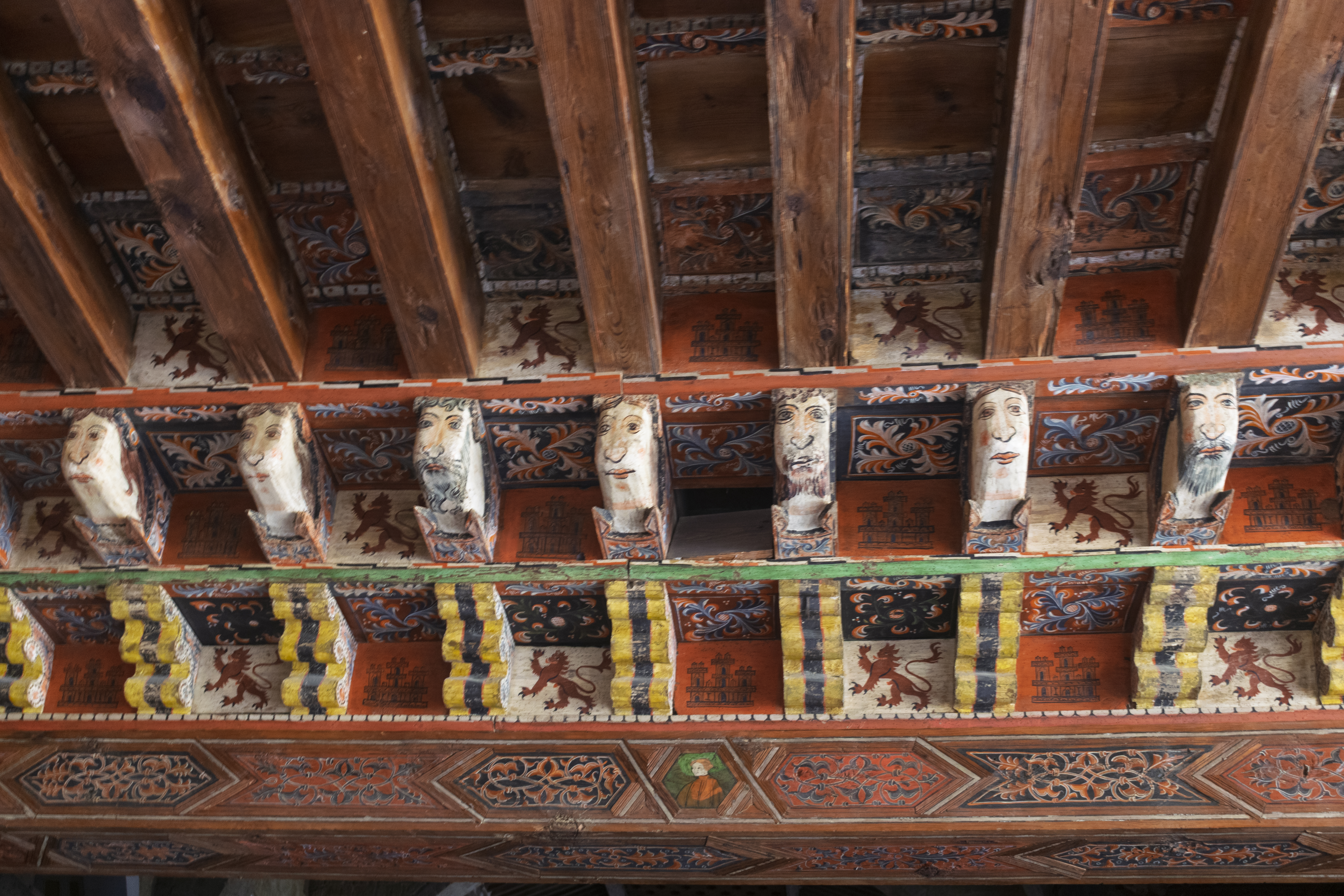
Detalle Iglesia de Santa María

Becerril de Campos es un municipio y localidad española de la provincia de Palencia, en la comunidad autónoma de Castilla y León. Se encuentra en la comarca de Tierra de Campos, a una distancia de 15 km al noroeste de la capital provincial, y cuenta con una población de 757 habitantes (INE 2024).

## Historia

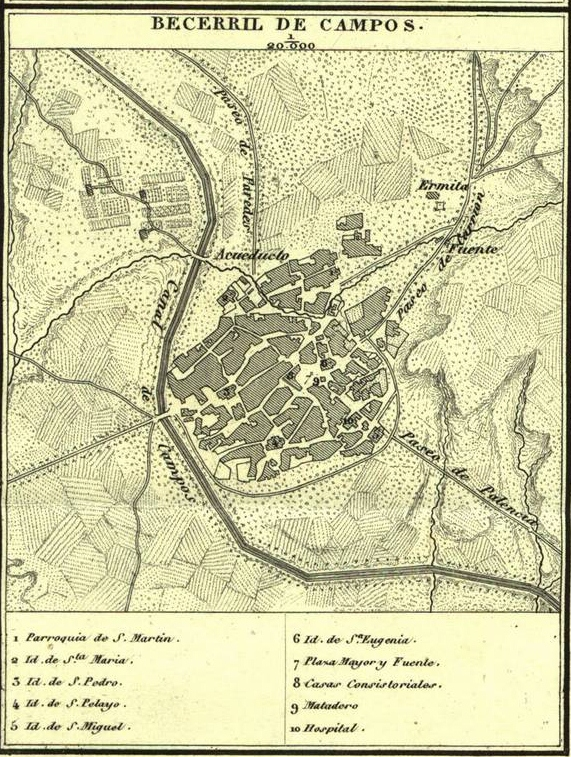
Mapa de la localidad publicado en 1852 realizado por Francisco Coello

Hubo asentamiento humano desde finales de la Edad del Bronce. En el término de Becerril se han encontrado restos arqueológicos. Se tiene noticia de que en la Edad del Hierro hubo poblamiento de los vacceos. A partir de la época del emperador Augusto, la zona fue totalmente romanizada. Cerca de Becerril pasaba una vía romana. En excavaciones hechas en el término municipal se han encontrado diversos objetos y bustos romanos del siglo II; se conservan en el Museo Arqueológico Provincial. Se supone que al pertenecer el término a Tierra de Campos tendría presencia de los visigodos, aunque históricamente no se tiene constancia. Después de la llegada de los árabes hubo un tiempo de despoblamiento hasta que el rey Alfonso III la repobló (segunda mitad del siglo IX)
Durante muchos años, la villa perteneció al señorío de la casa de los Lara. En el siglo XIV, según puede verse en el Becerro de las Behetrías de Castilla, Becerril fue villa de Behetría, es decir que podía admitir por señor a quien eligieran sus habitantes. En dicho Becerro se dice: es lugar de Behetría de don Juan Alfonso de Alburquerque. 
En el siglo XVII hubo peticiones para que la villa fuera vendida, pero no llegó a suceder tal cosa, alegando que era behetría de mar a mar. Durante todos los siglos de monarquía, la villa de Becerril consta como realenga en los documentos conservados en el Archivo Municipal.
En el siglo XIX Becerril tenía 3000 habitantes. Contaba además con seis parroquias y dos ermitas, más un pósito. Sus calles estaban empedradas y bien trazadas gracias a la intervención del corregidor que en 1791 emprendió un programa para el empedrado de las calles empezando por las principales. El corregidor informaba: «... las calles de este pueblo se hallavan (sic) intransitables, llenas de lodazales y lagunazos.»

### Siglo XIX
Así se describe a Becerril de Campos en la página 103 del tomo IV del Diccionario geográfico-estadístico-histórico de España y sus posesiones de Ultramar, obra impulsada por Pascual Madoz a mediados del siglo XIX:

BECERRIL DE CAMPOS

Villa con ayuntamiento en la provincia, partido judicial y diócesis de Palencia (2 1/4 leguas), audiencia territorial y capitanía general de Valladolid.
Situada en una llanura fértil y amena a orillas del canal de Campos, con clima sano y suave, excepto en el invierno que así como en toda la provincia, es bastante riguroso.
La perspectiva que presenta es sumamente deliciosa, tanto por las 5 o 6 huertas que tiene a su ocaso, cuanto por los árboles que adornan las riberas de dicho canal, descubriéndose además desde la villa las de Paredes de Nava, Grijota, Villaumbrales y Mazariegos.
Sus casas, que ascienden próximamente a 700, son en lo general muy antiguas y de un solo piso alto, muchas de las cuales están ruinosas; no tiene más que una plaza en el centro de la población, bastante capaz y bien empedrada, lo mismo que se hallan las calles, merced al celo del corregidor Don Andrés Miñano.
En ella se encuentran las casas consistoriales que sin duda son las mejores de la provincia después de las de la capital; la sala de sesiones, que es también muy capaz, está adornada con la mayor parte de los retratos de nuestros reyes, desde San Fernando hasta el día, todos de cuerpo entero y de bastante mérito artístico.
En las inmediaciones de la citada plaza existe el matadero, tal vez así mismo el mejor de la provincia, pues a su construcción sólida y mucha capacidad, suficiente para matar a la vez 8 o más reses, se agrega el atravesar por él un encañado que es el mismo que surte la fuente de la plaza y otras, el que sin más que tocar a una llavecita, suministra toda el agua que necesitan los matachines [matarifes], teniendo además un sumidero en medio, por donde marcha el agua y la inmundicia a un arroyo que pasa por aquella parte del pueblo.
Tiene una escuela de primeras letras para niños y otra de niñas, dotadas de los fondos de propios, si bien la de la segunda es bastante mezquina; un hospital con su botica con rentas suficientes para sostener continuamente 6 enfermos; y varias fuentes para el consumo del vecindario, de las cuales son las principales una que hay a la entrada N de la población con 2 grandes pilones destinado el uno para lavar y el otro para abrevadero de los ganados, otra dentro del pueblo que también tenía estanque, pero en el día se halla arruinado, y otra de muy buena arquitectura, situada a la entrada de la plaza, bastante abundante de buenas aguas.
De un solo manantial y por un mismo encañado, viene el agua a las tres fuentes de que se ha hecho mérito, al matadero y a una huerta pequeña contigua a la primera fuente, la cual, llamada la Grande por su solidez y repartimiento de las aguas a las otras dos y al matadero, se construyó a principios de este siglo, siendo corregidor de la villa Don Froilán Araújo.
Cuenta 6 iglesias parroquiales bajo las advocaciones de Santa María, que es la principal, Santa Eugenia, San Miguel, San Martín, San Pedro y San Pelayo; la primera y la segunda están servidas cada una por un cura teniente y 2 beneficiados, y cada una de las 4 restantes, por otro cura teniente y un beneficiado; los edificios son de poco mérito, llamado solo la atención en algún tanto dos columnas de piedra muy delgadas y de extraordinaria altura que sostienen el pórtico de la de Santa María.
Tiene también Becerril 3 ermitas, una dentro del pueblo, dedicada a San Felices y 2 en el término; y un cementerio, situado al NO y a muy corta distancia sobradamente capaz.
Confina N Villaldavín, San Cebrián y Husillos; E Mazariegos; S Fuentes de Nava, y O Paredes; la parte reducida a cultivo consiste en unas 7.000 obradas de tierra blanca de pan llevar, y sobre 6.000 aranzadas de viña.
El terreno es todo llano, y en general bueno y muy productivo cuando no escasean las lluvias; hablamos del de las tierras de pan llevar, pues el de las viñas es en su mayor parte demasiado ligero y arenisco, lo que ha contribuido mucho a que en el espacio de 20 años a esta parte se hayan descepado más de 10.000 cuartas.
En la parte del NO hay un pedazo de monte confinante con los de Paredes y Villaldavín, que con más propiedad puede llamarse páramo por la poca leña que en el día contiene; cerca de él, y confinando con el camino que de Palencia conduce a Carrión, existen 2 caseríos de dominio particular, destinados a casa de labor.
Por el NO y SO pasa tocando las casas, el canal de Campos que atraviesa su término en dirección a Paredes de Nava, obra importante para el pueblo que se describe, pues que le proporciona la extracción de sus granos que es su principal riqueza; también le baña por el lado del N un riachuelo o arroyo llamado el Cuérnago, que saliendo del río Carrión entre Perales y Villaldavín, se incorpora con el canal después de formar una curva en el sitio llamado la Retención a 1/2 legua de Calahorra; sus aguas dan movimiento a varios molinos harineros, y entre ellos al que pertenece a los propios de la villa.
Por último, diferentes arroyos de poca importancia recorren igualmente su jurisdicción, de los que la mayor parte van a morir a la laguna de la Nava, 1/2 legua distantes al oriente de la población.
El único camino que pasa por Becerril, es el de Palencia a León, muy deteriorado en todo el término de la villa; los demás todos son locales en regular estado.
La correspondencia se recibe en Palencia tres veces a la semana, a donde va por ella un mozo, a quien se satisfacen 640 reales de propios y un cuarto por cada carta.
Producciones: la principal es la del trigo, aunque también se coge cebada, avena y legumbres, la cosecha del vino que antes era muy considerable, ha disminuido bastante con el descepo, sin embargo de lo cual se elaboran todavía para vender más de 20.000 cántaros de vino de mediana calidad, después del surtido del pueblo.
Las huertas dan algunas verduras y frutas, y en sus campos se crían liebres, perdices y muchos conejos, consistiendo el ganado en unas 8 a 9.000 cabezas de lanas.
La industria está reducida a 6 telares para tejer estameñas ordinarias, empleándose más de 300 mujeres una gran parte del año en hilar lana muy fina y delgada para las fábricas de mantas, bayetas y estameñas de Palencia, Amusco y Frechilla. Hay también 5 o 6 tiendas pobres, en donde se venden varios comestibles, y diversos artículos insignificantes, como cordeles, hilo, agujas, alfileres, dedales, cintas, tijeras y otros.
Población: 590 vecinos, 3.069 almas.

Capital productivo: 4.831.000 reales. Imponible: 161.420. El presupuesto municipal asciende a 20.000 reales, que se cubren con la renta del molino harinero, de que ya se ha hecho mérito, con la de una dehesa o vega contigua al molino, con la de una casa-mesón, con la del matadero, con la de unas 30 obradas de tierra, con la del cuarto fiel medidor y con los réditos de algunos censos que en su favor tienen los propios. En alguno que otro año no alcanzan estos productos para cubrir el presupuesto, y entonces es preciso echar mano de diferentes terrenos baldíos para venderlos, habiéndose repartido una determinada cantidad por razón de pastos.

### Arrieros y trajinantes
Muchos de los vecinos de Becerril se dedicaban al trabajo artesanal de la lana como cardar, hilar y tejer, actividades que llevaban los arrieros a su destino. Pero el número de arrieros se quedó en siete a mediados del siglo XVIII porque las familias que hacían estos trabajos en sus casas decidieron vender directamente la lana a compradores que venían de fuera con este fin. A principios del siglo XIX aumentó el número de trajinantes que comerciaban con cacao y azúcar además del bacalao que se traía desde los puertos de mar de Cantabria.

## Geografía humana

### Demografía
Cuenta con una población de 757 habitantes (INE 2024).
| Gráfica de evolución demográfica de Becerril de Campos entre 1842 y 2021                                              |
| |
| Población de derecho según los censos de población del INE. Población de hecho según los censos de población del INE. |

## Cultura

### Patrimonio

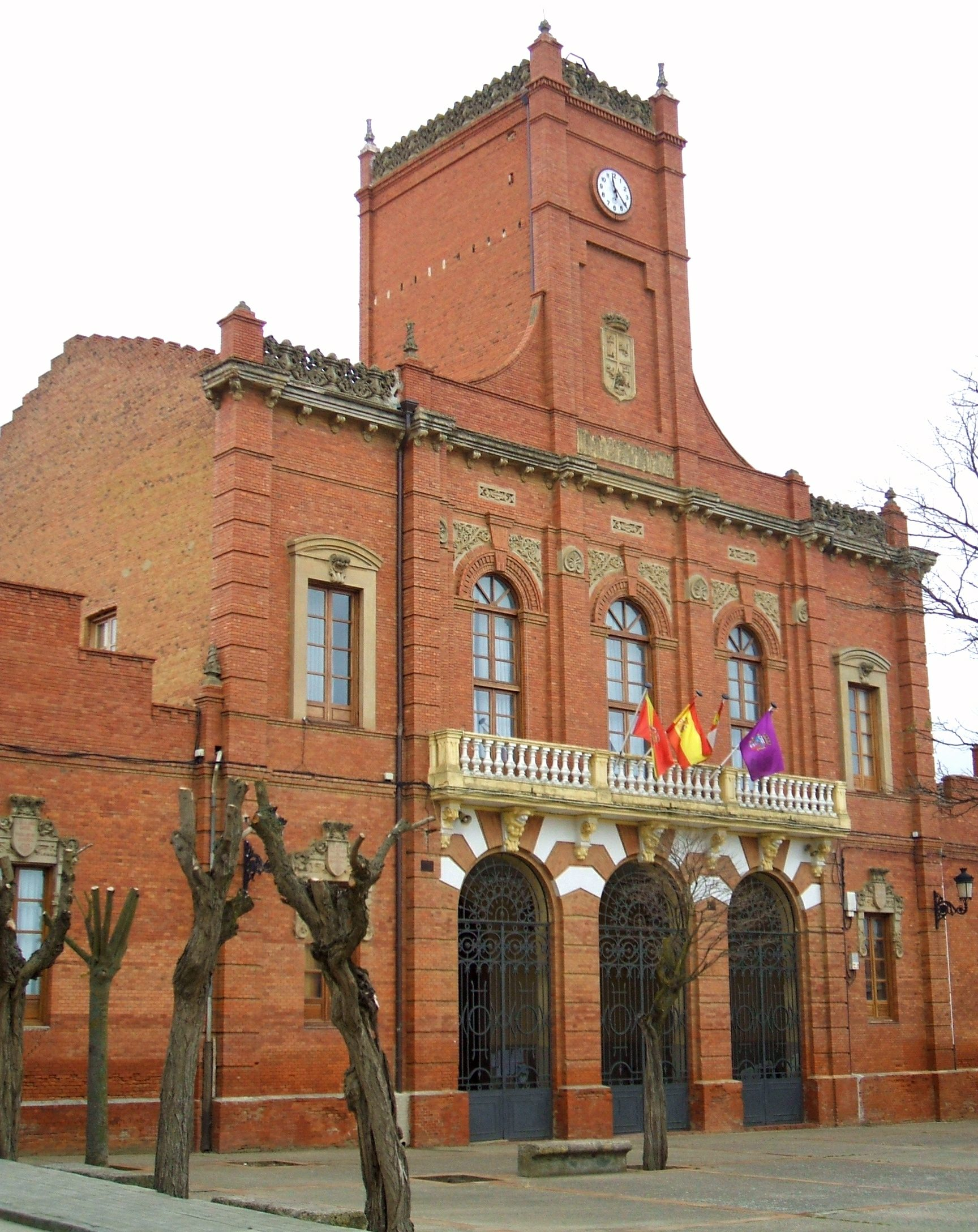
Casa consistorial

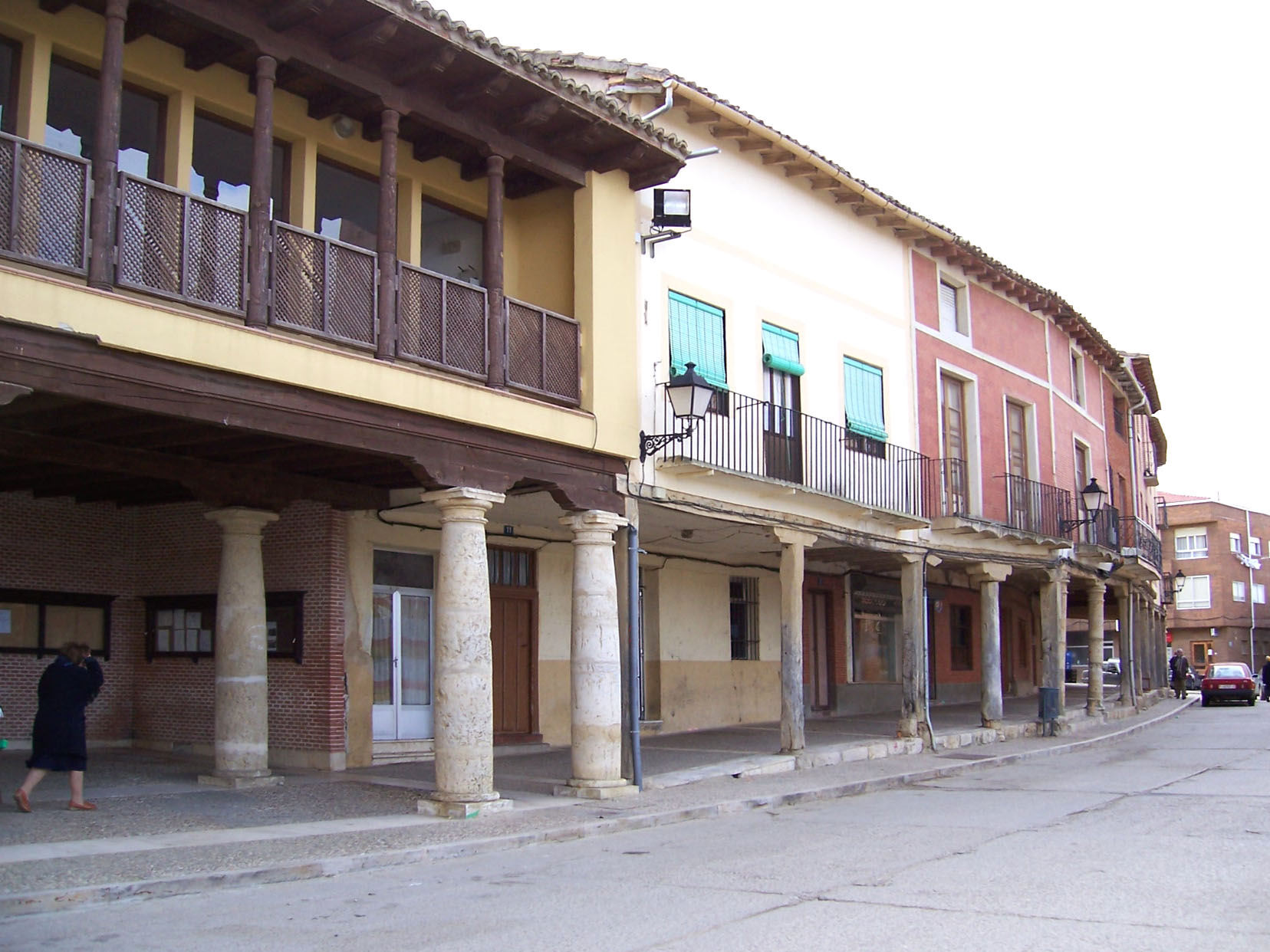
Soportales tradicionales de Tierra de Campos

- Ayuntamiento. El edificio del actual Ayuntamiento se construyó entre 1904 y 1909. Se levantó en el solar que ocuparon las antiguas escuelas y la cárcel y su arquitecto fue Rafael Geigel Sabat. Es de dos plantas y tiene una torre con reloj. En los pisos bajos se volvieron a instalar las escuelas. Pueden verse recorriendo la fachada una serie de cartelas en piedra con inscripciones de máximas moralistas que se esculpieron como correspondencia al lugar docente. En el salón de plenos se muestra una galería de retratos de los reyes de España, desde Felipe II hasta Felipe V, obra del siglo XVIII.[7]
- Iglesia-Museo de Santa María La Antigua Del siglo XV, es una de las más antiguas de Becerril. El edificio se conserva muy bien y alberga un importante museo de arte sacro con obras recogidas de otras iglesias, pintura, escultura y orfebrería (del mismo pueblo). Guarda buenos cuadros del pintor Pedro Berruguete y algunas esculturas de Alejo de Vahía. El retablo, el coro, el púlpito y el artesonado son obras destacables.[8]
- Iglesia parroquial de Santa Eugenia De estilo renacentista (siglos XVI y XVII), reformada en épocas posteriores. En su sacristía se guardan varias tablas de Pedro Berruguete.[9]
- Iglesia mudéjar de San Martín
- Iglesia de San Miguel
- Iglesia de San Pedro. Templo de una sola nave con ábside y atrio lateral. Predomina el estilo renacentista del siglo XVII, cuando se construyó la mayor parte del edificio, y destaca la portada románica del siglo XII que se conserva todavía. También podemos encontrar detalles barrocos en la capilla y en decoraciones del siglo XVIII. En los años 1940 se cerró al culto. En 2011 se encontraba en ruinas, por lo que se decidió acometer una rehabilitación. El 19 de marzo de 2015 se reabrió al público como San Pedro Cultural, centro dedicado a la astronomía.
- Ermita del Cristo de San Felices. Única ermita que se conserva. Está situada a pocos kilómetros de la villa, por la carretera que une Becerril con Monzón de Campos (Palencia) en lo alto de una loma.
- El Humilladero y La Fuente Vieja. Situado a las afueras del pueblo, en su interior puede verse un baldaquino sostenido por seis columnas de piedra.[10]
- Arco de la Entrada
- Canal de Castilla. El ramal de Campos del canal de Castilla bordea la villa desde el norte hacia el suroeste. Sobre este ramal se edificó un puente llamado de San Juan, visible desde el PK 8 de la carretera P-953. Junto al pontón señalado abajo, se construyó un pequeño acueducto que permite que pasen las aguas del arroyo del Arenal bajo el vaso del canal.
- Pontón sobre el Arroyo del Arenal. Obra pontonera de mediados del siglo XIX probablemente ejecutada por canteros que trabajaban en la terminación del canal de Castilla.

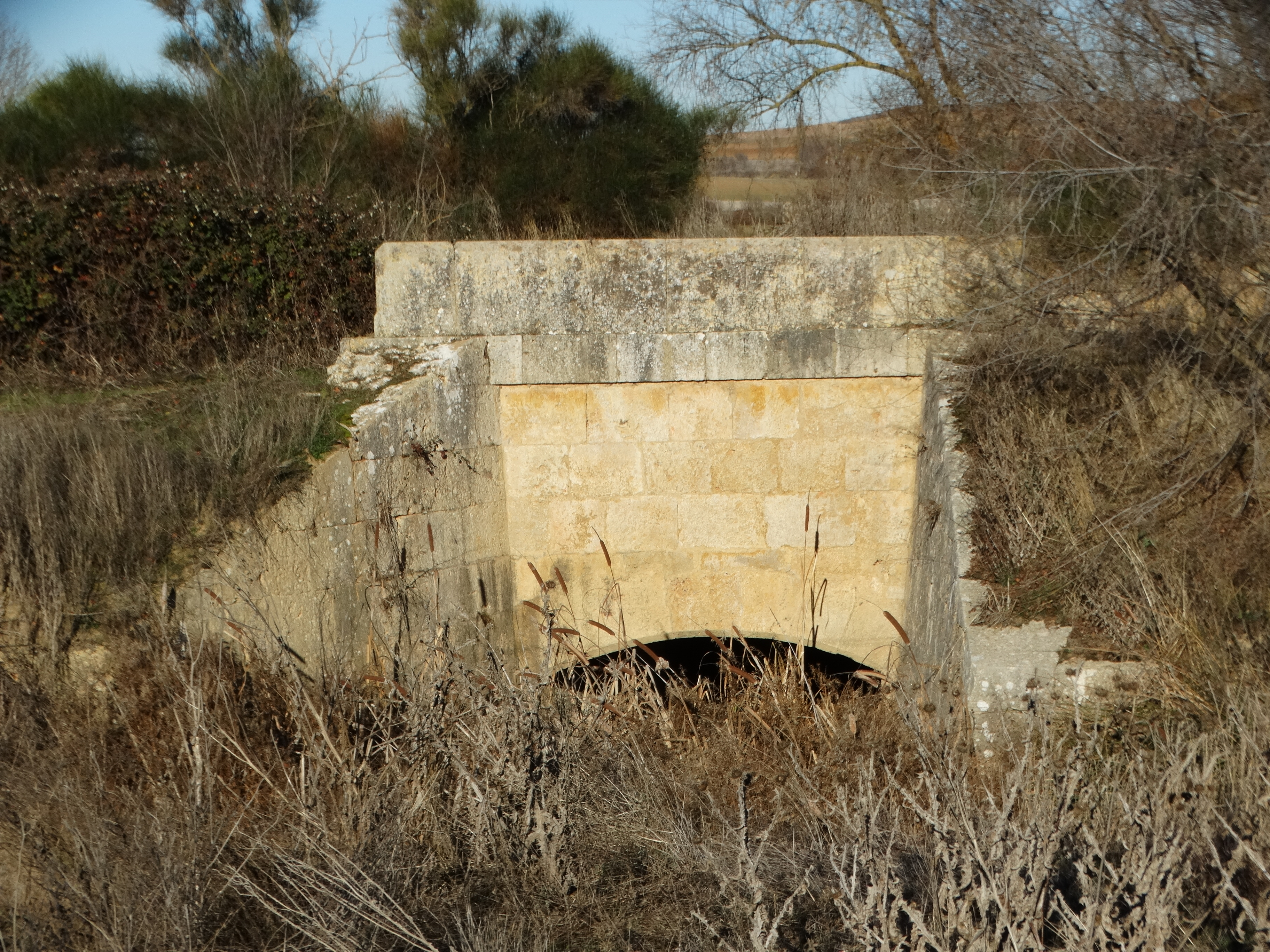
Acueducto del canal de Castilla sobre el arroyo del Arenal
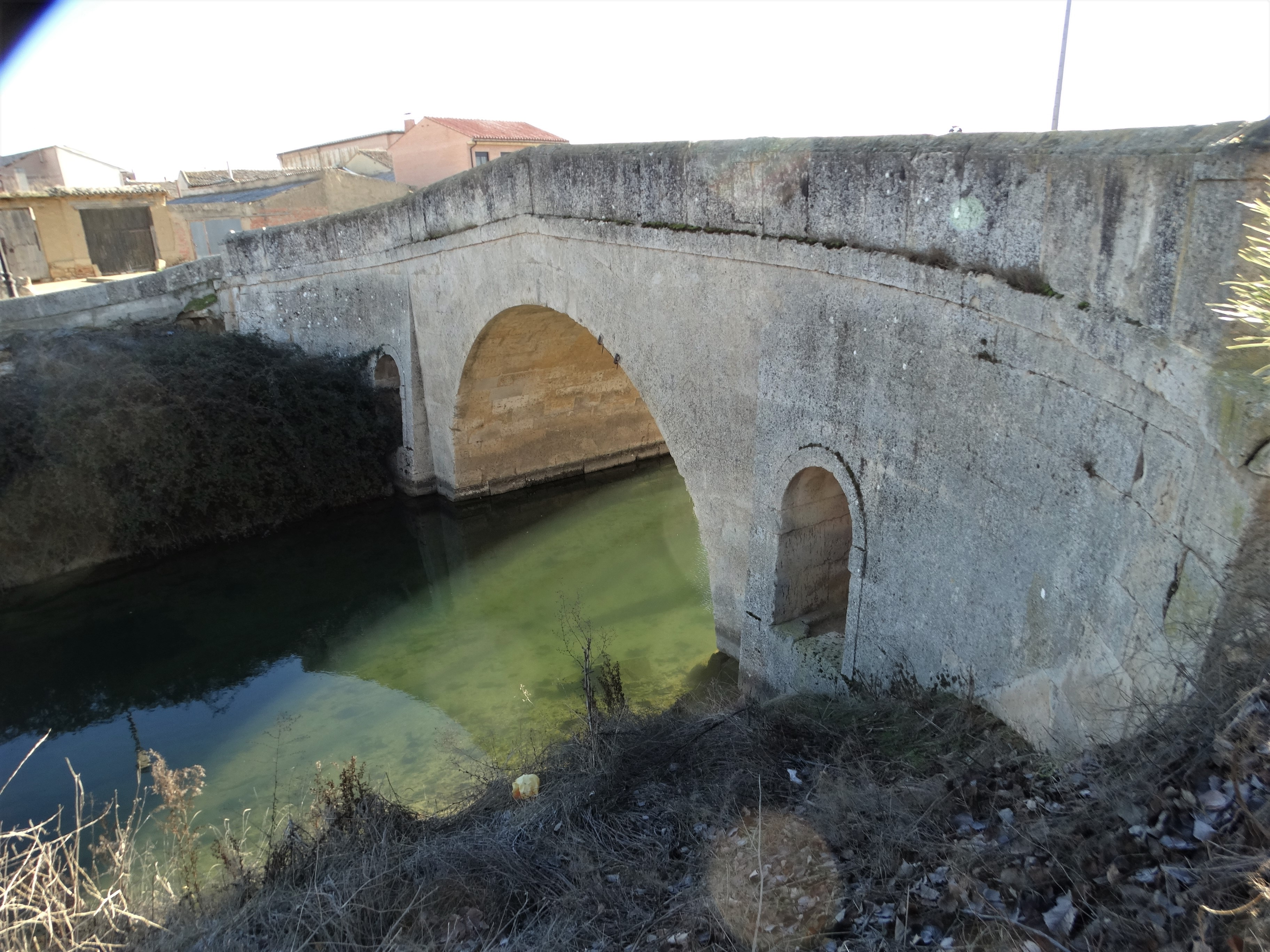
Puente de San Juan sobre el canal de Castilla
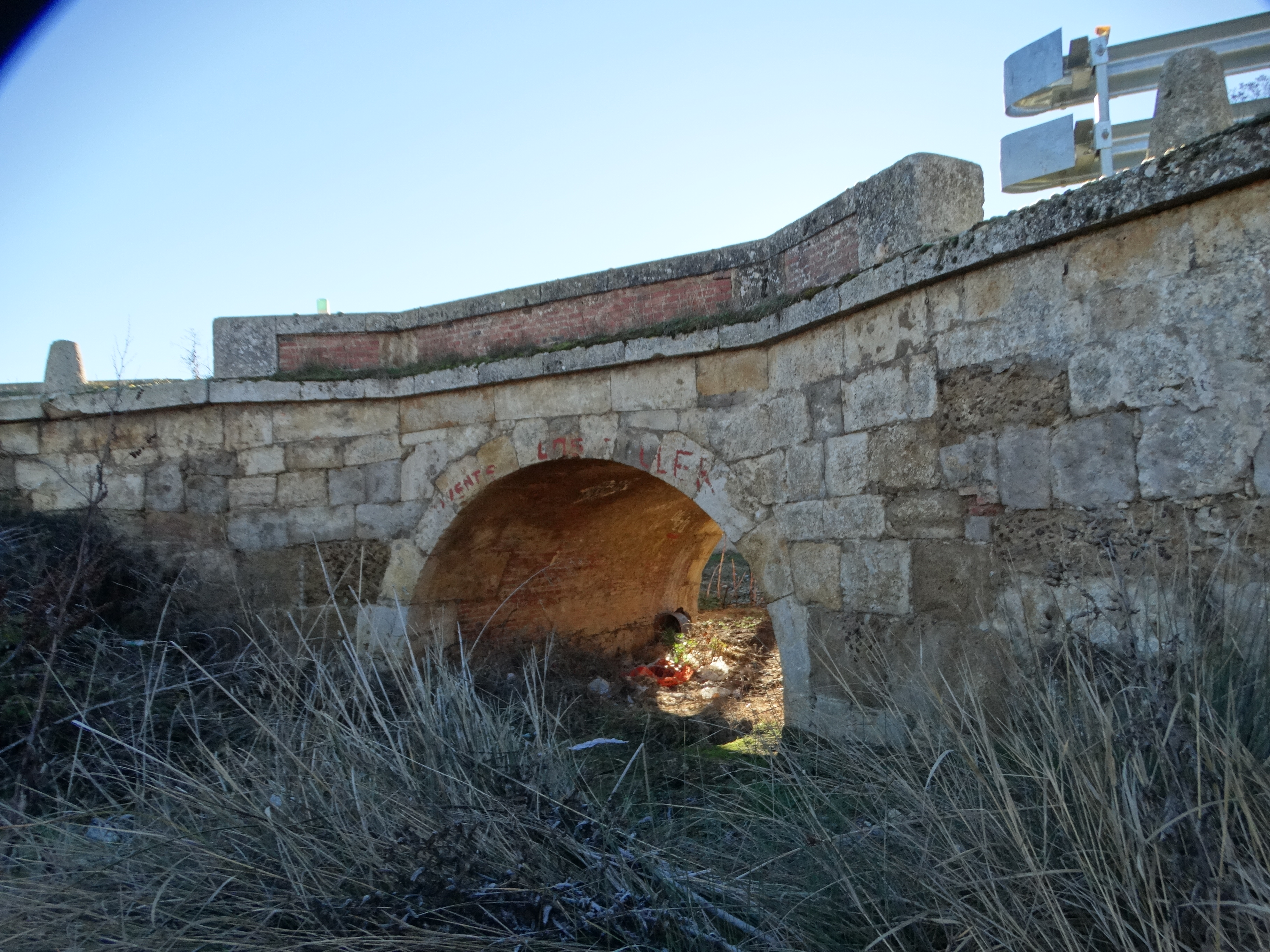
Pontón sobre el arroyo del Arenal
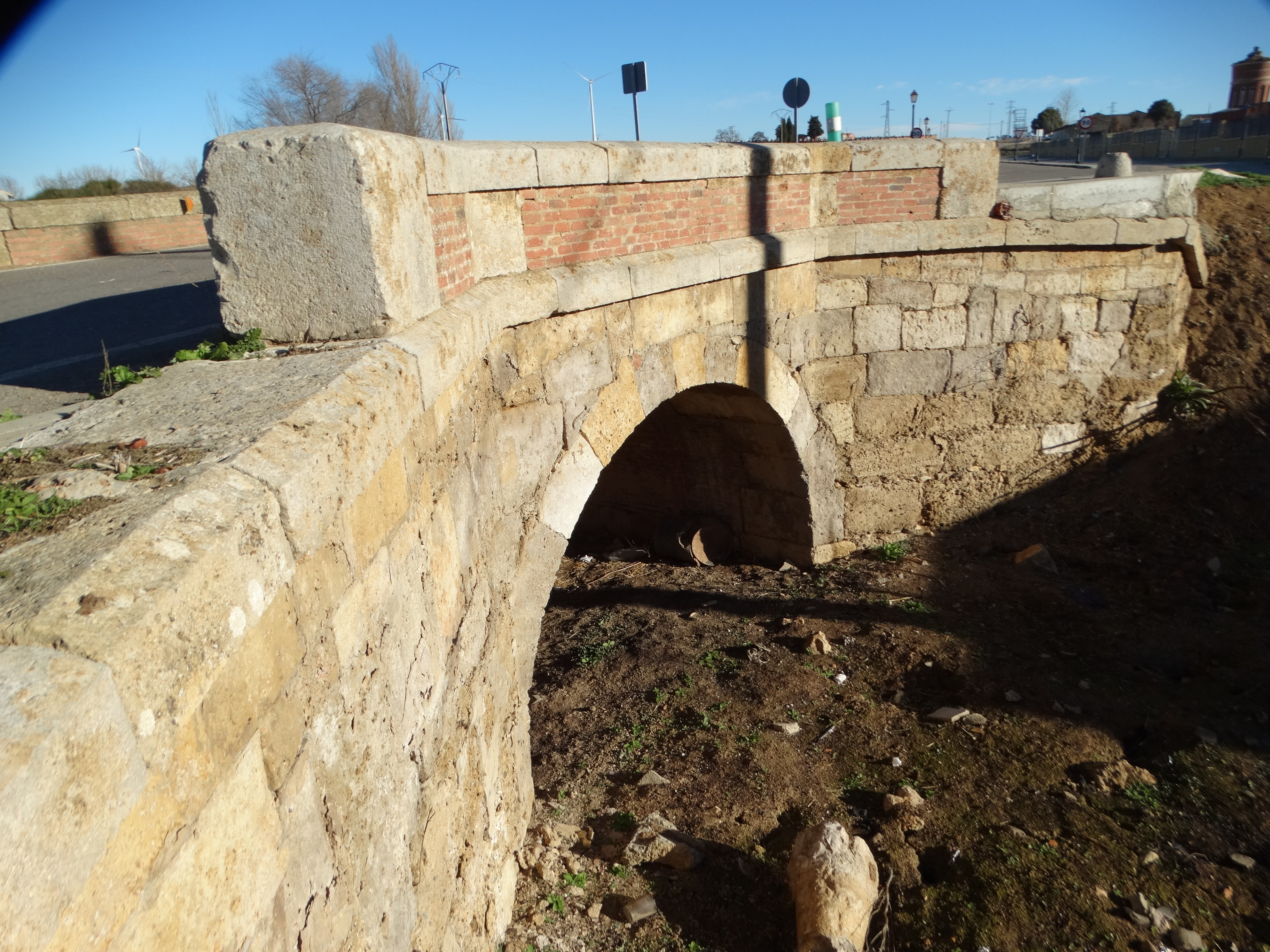
Pontón sobre el arroyo del Arenal
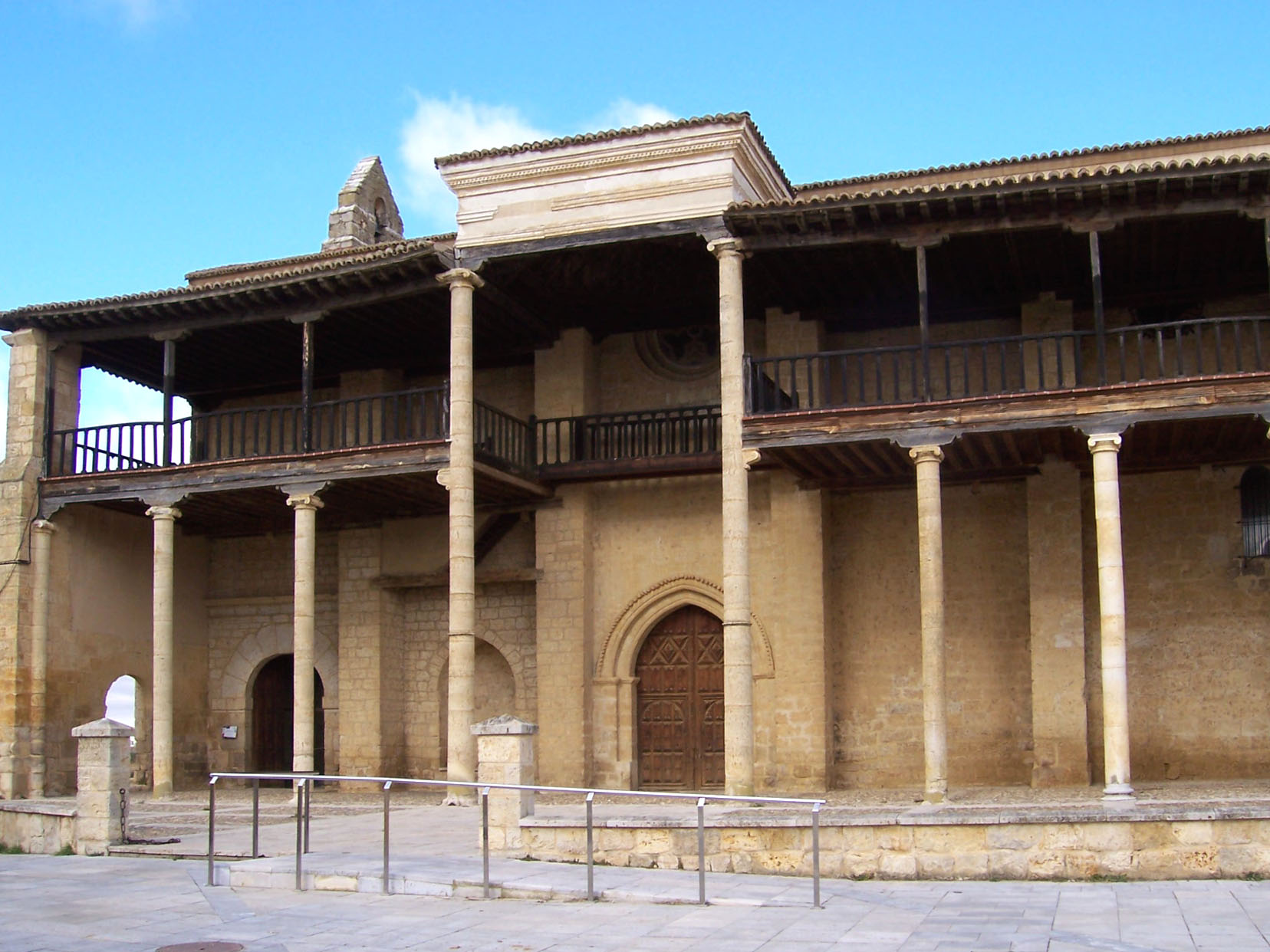
Iglesia-Museo de Santa María
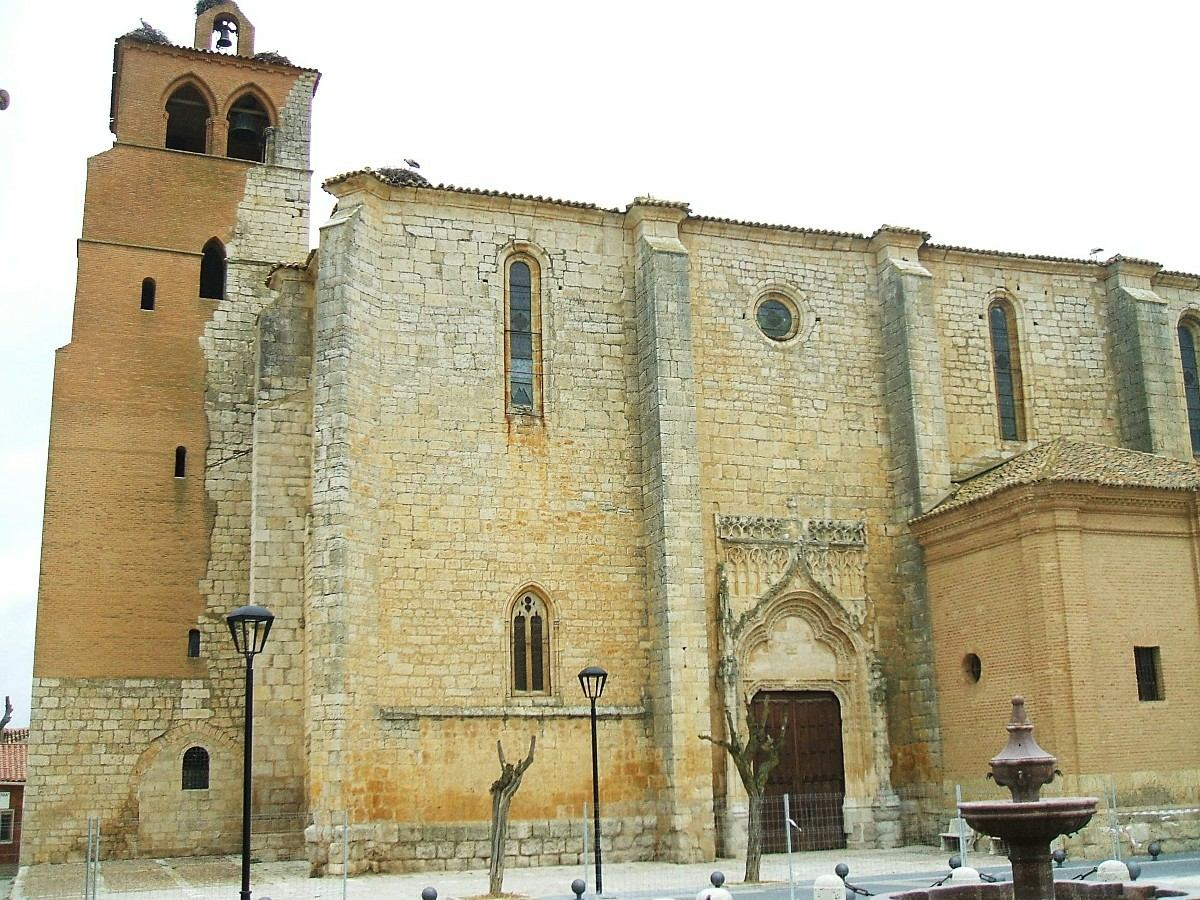
Iglesia parroquial de Santa Eugenia

Además Becerril contaba con más iglesias y ermitas hoy desaparecidas. En total llegó a albergar siete iglesias y ocho ermitas.

### Patrimonio perdido
Iglesia de San Pelayo: se encontraba en el corro de San Pelayo justo al final de la calle del mismo nombre. Hoy en día todavía se conservan paredes y columnas de la iglesia.

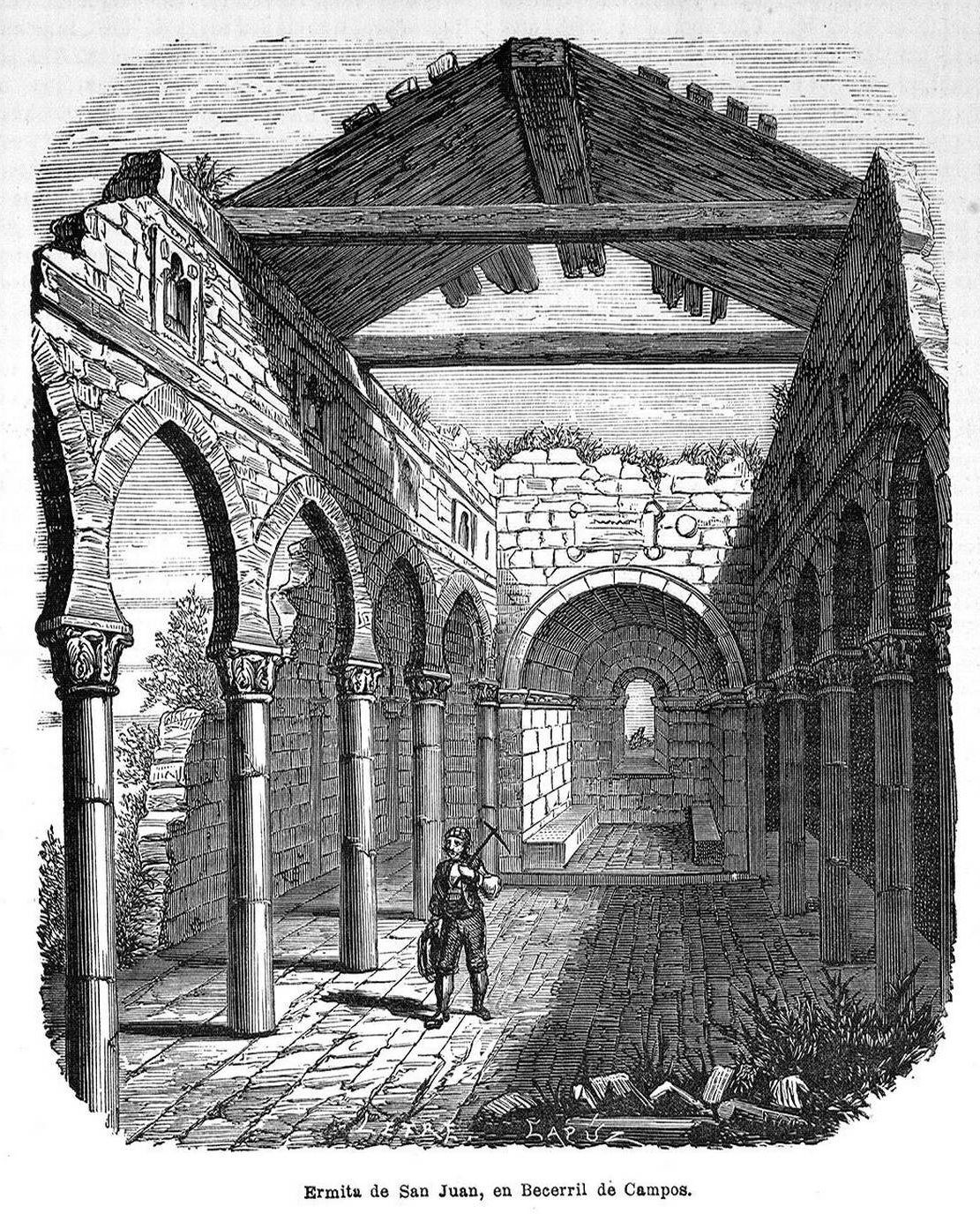
«Ermita de San Juan, en Becerril de Campos» en la Crónica de la provincia de Palencia (1867)

Iglesia de San Juan Bautista: era de estilo visigodo y románico. Se incendió en 1771. Cuando se construyó el canal de Castilla, los restos de dicha iglesia se utilizaron para elevar el puente que lo cruza. Hoy en día, se pueden admirar restos de columnas de dicha iglesia expuestos frente al puente además de la cruz de piedra colocada donde se encontraba el altar de dicha iglesia para su recuerdo.
Ermita de San Blas: se encontraba detrás del humilladero. Perduró, hasta el siglo XX. Cerca de ella había una huerta llamada "La huerta de San Blas" de la que actualmente solo queda el terreno, que se halla encima de la Fuente Vieja próxima al Humilladero.
Ermita de Jesús Nazareno o ermita de Los Nazarenos: fue la única ermita construida dentro del casco urbano del pueblo. Se encontraba en comienzo de la calle que lleva su nombre. Hoy en día solo queda el solar donde se encontraba. Perduró hasta el siglo XX.
Ermita de San Lázaro: se encontraba en los llamados campos bajos de la villa, detrás de la estación ferroviaria del pueblo. Cerca de esta se encontraba la fuente del mismo nombre, que ha perdurado hasta hoy.
Ermita de San Sebastián: al igual que la ermita de San Lázaro, esta, también se encontraba en el campo bajo, y a los pies de la colina donde se encontraba dicha ermita había una fuente llamada Fuente de Carrelavarga donde se apreciaba escrito en piedra un mensaje que decía así: «Sociedad de los pastores, año de la victoria 1939». Esta fuente, sigue en pie, y aún no brotando agua de su caño, se sabe que agua emana de su pilón, que al haber humedad siempre se halla lleno de juncos de gran altura.
Ermita de Santecildo: esta ermita se encontraba en el pago llamado Sante Cilde, hoy considerado por Palencia una zona arqueológica. Este pago es atravesado por un arroyo llamado Santecilde que da agua a una pequeña y hermosa fuente, que hoy en día se conserva y que se encuentra en el mismo pago por lo que se cree que la ermita de Santecildo se encontraba próxima a esta, pues la fuente se llama igual.
Ermita de San Miguel del Otero: esta ermita se encontraba en el pago que recibe su nombre y este último, se encuentra justo encima del pago Sante Cilde. Por el pago de San Miguel del Otero, cruza un arroyo llamado también San Miguel del Otero, por influencia de la ermita del pago y conocido por los vecinos del pueblo como "arroyo del Otero".
Ermita de San Acisclo y Victoria: al igual que las otras, de esta ermita ya no queda nada queda. Se sabe de ella por escritos antiguos del pueblo, al igual que ocurre con las demás. Según la página del ayuntamiento de Becerril lo que queda de esta ermita es el pago que lleva su nombre, recordando a los vecinos de la villa que una vez existió.